# Alnetoidia straminea
Alnetoidia straminea är en insektsart som beskrevs av Anufriev 1972. Alnetoidia straminea ingår i släktet Alnetoidia och familjen dvärgstritar. Inga underarter finns listade i Catalogue of Life.